# Dorsten
Dorsten (in basso tedesco Dössen) è una città di 74 551 abitanti della Renania Settentrionale-Vestfalia, in Germania.
Appartiene al distretto governativo (Regierungsbezirk) di Münster ed al circondario di Recklinghausen (targa RE).
Dorsten si fregia del titolo di "Grande città di circondario" (Große kreisangehörige Stadt).

## Gemellaggi[2]
- Crawley
- Dormans
- Ernée
- Newtownabbey
- Hainichen
- Hod Hasharon
- Rybnik
- Waslala